# Bijection réciproque
Pour les articles homonymes, voir Réciproque (homonymie).
En mathématiques, la bijection réciproque (ou fonction réciproque ou réciproque) d'une bijection {\displaystyle f} est l'application qui associe à chaque élément de l'ensemble d'arrivée son unique antécédent par {\displaystyle f}. Elle se note {\displaystyle f^{-1}}.

## Exemple
On considère l'application {\displaystyle f} de {\displaystyle \mathbb {R} } vers {\displaystyle \mathbb {R} } définie par {\displaystyle f\left(x\right)=x^{3}}.
Pour chaque réel {\displaystyle y}, il y a un et un seul réel {\displaystyle x} tel que {\displaystyle y=x^{3}=f(x)}, ainsi pour {\displaystyle y=8}, le seul {\displaystyle x} convenable est 2, en revanche, pour {\displaystyle y=-27} c'est –3. En termes mathématiques, on dit que {\displaystyle x} est l'unique antécédent de {\displaystyle y} et que {\displaystyle f} est une bijection.
On peut alors considérer l'application qui envoie {\displaystyle y} sur son antécédent, qu'on appelle dans cet exemple la racine cubique de {\displaystyle y} : c'est elle qu'on nomme la « réciproque » de la bijection {\displaystyle f}.
Si on tente d'effectuer la même construction pour la racine carrée et qu'on considère l'application {\displaystyle g} de {\displaystyle \mathbb {R} } vers {\displaystyle \mathbb {R} } définie par {\displaystyle g(x)=x^{2}}, les choses ne se passent pas si simplement. En effet, pour certaines valeurs de {\displaystyle y}, il y a deux valeurs de {\displaystyle x} tels que {\displaystyle g(x)=y} ; ainsi, pour {\displaystyle y=4}, on peut choisir {\displaystyle x=2} mais aussi {\displaystyle x=-2}, puisque 22 = 4 mais aussi (–2)2 = 4.
À l'inverse, pour d'autres choix de {\displaystyle y}, aucun {\displaystyle x} ne convient ; ainsi pour {\displaystyle y=-1}, l'équation {\displaystyle x^{2}=-1} n'a aucune solution réelle. En termes mathématiques, on dit que {\displaystyle g} n'est ni injective ni surjective. Dans cet exemple, les définitions qui suivent ne permettent pas de parler de « bijection réciproque » (ni même d'« application réciproque ») de {\displaystyle g}.

## Résultats généraux

### Définition

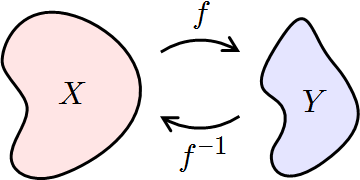
La réciproque de la bijection de vers est la fonction qui de retourne vers.

Si {\displaystyle f} est une bijection d'un ensemble {\displaystyle \mathrm {X} } vers un ensemble {\displaystyle \mathrm {Y} }, cela veut dire (par définition des bijections) que tout élément {\displaystyle y} de {\displaystyle \mathrm {Y} } possède un antécédent et un seul par {\displaystyle f}. On peut donc définir une application {\displaystyle g} allant de {\displaystyle \mathrm {Y} } vers {\displaystyle \mathrm {X} }, qui à {\displaystyle y} associe son unique antécédent, c'est-à-dire que {\displaystyle f{\big (}g\left(y\right){\big )}=y}.
L'application {\displaystyle g} est une bijection, appelée bijection réciproque de {\displaystyle f}.
La bijection réciproque de {\displaystyle f} est souvent notée {\displaystyle f^{-1}}, en prenant garde à la confusion possible avec la notation des exposants négatifs, pour laquelle on a {\displaystyle x^{-1}=1/x}.

### Propriétés

#### Caractérisation
Si {\displaystyle f} est une application d'un ensemble {\displaystyle \mathrm {X} } vers un ensemble {\displaystyle \mathrm {Y} } et s'il existe une application {\displaystyle g} de {\displaystyle \mathrm {Y} } vers {\displaystyle \mathrm {X} } telle que {\displaystyle g\circ f=\operatorname {id} _{\mathrm {X} }} et {\displaystyle f\circ g=\operatorname {id} _{\mathrm {Y} }}, alors {\displaystyle f} et {\displaystyle g} sont des bijections, et {\displaystyle g} est la bijection réciproque de {\displaystyle f}. 

#### Réciproque de la réciproque
La double propriété {\displaystyle f^{-1}\circ f=\operatorname {Id} _{\mathrm {X} }} et {\displaystyle f\circ f^{-1}=\operatorname {Id} _{\mathrm {Y} }} montre que {\displaystyle f} est aussi la bijection réciproque de {\displaystyle f^{-1}}, c'est-à-dire que {\displaystyle \left(f^{-1}\right)^{-1}=f}.

#### Réciproque d'une composée

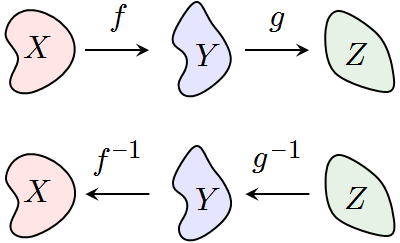
La réciproque de est.

La réciproque de la composée de deux bijections est donnée par la formule : {\displaystyle (g\circ f)^{-1}=f^{-1}\circ g^{-1}}.
On peut remarquer que l'ordre de {\displaystyle f} et {\displaystyle g} a été inversé ; pour « défaire » {\displaystyle f} suivi de {\displaystyle g}, il faut d'abord « défaire » {\displaystyle g} puis « défaire » {\displaystyle f}.

#### Involution
Certaines bijections de {\displaystyle \mathrm {E} } vers {\displaystyle \mathrm {E} } sont leur propre réciproque, c'est le cas par exemple de l'application inverse :{\displaystyle {\begin{matrix}f:&\mathbb {R} ^{*}&\to &\mathbb {R} ^{*}\\&x&\mapsto &{\frac {1}{x}}\end{matrix}}}
ou de toute symétrie orthogonale dans le plan.
De telles applications sont dites involutives.

## Réciproque d'une fonction numérique

### Existence
Le théorème des valeurs intermédiaires et son corollaire, le théorème de la bijection, assurent que toute application continue strictement monotone sur un intervalle {\displaystyle I} détermine une bijection de {\displaystyle I} sur {\displaystyle f(I)=J} et que {\displaystyle J} est aussi un intervalle. Cela signifie qu'une telle fonction possède une application réciproque définie sur {\displaystyle J} à valeurs dans {\displaystyle I}.
Cette propriété permet la création de nouvelles fonctions définies comme application réciproque de fonctions usuelles.

### Exemples
| Fonction {\displaystyle f(x)}                                      | Départ et arrivée                                | Fonction réciproque                                                      | Départ et arrivée                                | Notes                                      |
| ------------------------------------------------------------------ | ------------------------------------------------ | ------------------------------------------------------------------------ | ------------------------------------------------ | ------------------------------------------ |
| Puissance {\displaystyle n} {\displaystyle f(x)=x^{n}}             | {\displaystyle [0,+\infty [\to [0,+\infty [}     | Racine n-ième {\displaystyle f^{-1}(x)={\sqrt[{n}]{x}}=x^{\frac {1}{n}}} | {\displaystyle [0,+\infty [\to [0,+\infty [}     | {\displaystyle n} entier naturel non nul   |
| Exponentielle {\displaystyle f(x)=\mathrm {e} ^{x}}                | {\displaystyle \mathbb {R} \to ]0,+\infty [}     | Logarithme naturel {\displaystyle f^{-1}(x)=\ln(x)}                      | {\displaystyle ]0,+\infty [\to \mathbb {R} }     |                                            |
| Exponentielle de base {\displaystyle a} {\displaystyle f(x)=a^{x}} | {\displaystyle \mathbb {R} \to ]0,+\infty [}     | Logarithme de base a {\displaystyle f^{-1}(x)=\log _{a}(x)}              | {\displaystyle ]0,+\infty [\to \mathbb {R} }     | {\displaystyle a} réel strictement positif |
| Puissance {\displaystyle \alpha } {\displaystyle f(x)=x^{\alpha }} | {\displaystyle ]0,+\infty [\to ]0,+\infty [}     | Puissance 1/α {\displaystyle f^{-1}(x)=x^{1/\alpha }}                    | {\displaystyle ]0,+\infty [\to ]0,+\infty [}     | {\displaystyle \alpha } réel non nul       |
| Sinus {\displaystyle f(x)=\sin(x)}                                 | {\displaystyle [-\pi /2,\pi /2]\to [-1,1]}       | Arc sinus {\displaystyle f^{-1}(x)=\arcsin(x)}                           | {\displaystyle [-1,1]\to [-\pi /2,\pi /2]}       |                                            |
| Cosinus {\displaystyle f(x)=\cos(x)}                               | {\displaystyle [0,\pi ]\to [-1,1]}               | Arc cosinus {\displaystyle f^{-1}(x)=\arccos(x)}                         | {\displaystyle [-1,1]\to [0,\pi ]}               |                                            |
| Tangente {\displaystyle f(x)=\tan(x)}                              | {\displaystyle ]-\pi /2,\pi /2[\to \mathbb {R} } | Arc tangente {\displaystyle f^{-1}(x)=\arctan(x)}                        | {\displaystyle \mathbb {R} \to ]-\pi /2,\pi /2[} |                                            |

À l'aide de ces fonctions, la recherche de l'application réciproque consiste à résoudre l'équation {\displaystyle f(x)=y}, d'inconnue {\displaystyle x}  :
La fonction {\displaystyle f\colon x\mapsto x^{2}+3} est une bijection de {\displaystyle ]-\infty ,0]} sur {\displaystyle [3,+\infty [} et possède une application réciproque que l'on cherche à déterminer en résolvant, pour {\displaystyle y} dans {\displaystyle [3,+\infty [}, l'équation {\displaystyle x^{2}+3=y}, ou encore {\displaystyle x^{2}=y-3}. Puisque {\displaystyle y\geq 3}, cette équation possède deux solutions dont une seule appartenant à l'intervalle {\displaystyle ]-\infty ,0]} : {\displaystyle x=-{\sqrt {y-3}}}. Donc la réciproque de {\displaystyle f} est {\displaystyle f^{-1}} définie par {\displaystyle f^{-1}(y)=-{\sqrt {y-3}}}.
Cette recherche peut se révéler infructueuse et nécessiter la création d'une fonction nouvelle. Ainsi, la fonction {\displaystyle f\colon x\mapsto f(x)=x\mathrm {e} ^{x}} est une bijection de {\displaystyle [0,+\infty [} vers {\displaystyle [0,+\infty [} ; l'équation correspondante {\displaystyle y=x\mathrm {e} ^{x}} n'a pas de solution exprimable à l'aide des fonctions usuelles, ce qui oblige, pour exprimer {\displaystyle x=f^{-1}(y)}, à définir une nouvelle fonction, ici la fonction W de Lambert.

### Graphe

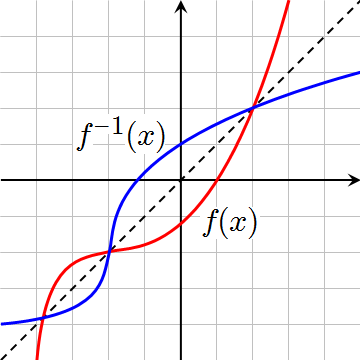
Courbes d'équations et. La droite en pointillés a pour équation.

Lorsque deux fonctions sont réciproques l'une de l'autre, alors leurs représentations graphiques dans un plan muni d'un repère orthonormal sont symétriques l'une de l'autre par rapport à la droite {\displaystyle (D)} d'équation {\displaystyle y=x} (appelée aussi première bissectrice).
En effet, si {\displaystyle \mathrm {M} (x,y)} est un point du graphe de {\displaystyle f}, alors {\displaystyle y=f(x)} donc {\displaystyle x=f^{-1}(y)} donc {\displaystyle \mathrm {M'} (y,x)} est un point du graphe de {\displaystyle f^{-1}}. Or le point {\displaystyle \mathrm {M'} (y,x)} est le symétrique du point {\displaystyle \mathrm {M} (x,y)} par rapport à la droite {\displaystyle (D)}, pour les deux raisons suivantes :
Le milieu du segment {\displaystyle [\mathrm {MM'} ]} est sur la droite {\displaystyle (D)}, et d'autre part, le vecteur {\displaystyle {\overrightarrow {\mathrm {MM} '}}} est orthogonal au vecteur de coordonnées {\displaystyle (1,1)}, qui est un vecteur directeur de la droite {\displaystyle (D)} (leur produit scalaire canonique est nul).
On sait donc que  le symétrique de {\displaystyle \mathrm {M} } par rapport à {\displaystyle (D)} est un point du graphe de {\displaystyle f^{-1}}. Un raisonnement analogue prouve que si {\displaystyle \mathrm {M} } est un point du graphe de {\displaystyle f^{-1}}, alors son symétrique par rapport à {\displaystyle (D)} est un point du graphe de {\displaystyle f}.

### Continuité
En général, la réciproque d'une fonction continue n'est pas continue mais la réciproque d'une fonction continue sur un intervalle {\displaystyle I} à valeurs dans un intervalle {\displaystyle J} est une fonction continue sur {\displaystyle J}, selon le théorème de la bijection.

### Dérivabilité
Si {\displaystyle f} est une fonction continue sur un intervalle {\displaystyle I} à valeurs dans un intervalle {\displaystyle J} et si {\displaystyle f^{-1}} est sa réciproque, la fonction {\displaystyle f^{-1}} est dérivable en tout point {\displaystyle b} tant que {\displaystyle f} admet en {\displaystyle f^{-1}(b)} une dérivée non nulle.
La dérivée en {\displaystyle b} de {\displaystyle f^{-1}} est alors {\displaystyle {\frac {1}{f'\left(f^{-1}(b)\right)}}}.
Un moyen simple de comprendre ce résultat, mais non de le démontrer, est d'utiliser les notations différentielles et de remarquer que {\displaystyle {\frac {{\rm {d}}x}{{\rm {d}}y}}={\frac {1}{{\rm {d}}y/{\rm {d}}x}}}.
On trouve une démonstration dans l'article Dérivée et opérations sur Wikiversité.

### Recherche graphique ou numérique d'une réciproque
Il n'est pas toujours possible de déterminer la réciproque de manière analytique : on sait calculer {\displaystyle f(x)}, mais on ne sait pas calculer {\displaystyle f^{-1}(y)}. On peut alors utiliser une méthode graphique ou une approximation numérique.
La méthode graphique consiste à tracer la courbe représentative {\displaystyle y=f(x)}. Pour rechercher {\displaystyle f^{-1}(y)}, on cherche le point de la courbe dont l'ordonnée est {\displaystyle y} et on lit son abscisse. Pour ce faire, on trace la droite d'ordonnée {\displaystyle y} concernée, on recherche l'intersection de cette droite avec la courbe, et l'on trace la droite parallèle à l'axe des ordonnées passant par cette intersection. Le point d'intersection de cette droite avec l'axe des abscisses donne la valeur {\displaystyle x} recherchée. C'est le principe d'un grand nombre d'abaques.

Numériquement, rechercher {\displaystyle f^{-1}(y)} revient à rechercher les racines de la fonction {\displaystyle g(x)=f(x)-y}.
Si l'on sait que le domaine de recherche — intervalle des {\displaystyle x} possibles — est « restreint » et que la fonction est dérivable sur cet intervalle, on peut linéariser la fonction, c'est-à-dire la remplacer par une fonction affine obtenue par un développement limité au voisinage d'un point {\displaystyle x_{0}} de cet intervalle :
{\displaystyle g(x)\simeq g(x_{0})+g'(x_{0})(x-x_{0})}
On a ainsi une approximation de la solution, si {\displaystyle g'(x_{0})\neq 0} :{\displaystyle f^{-1}(y)\simeq x_{0}-{\frac {g(x_{0})}{g'(x_{0})}}}
C'est la démarche de l'algorithme de Newton, mais avec une seule itération.
On peut également utiliser une fonction d'approximation plus complexe mais néanmoins inversible.

## Exemples de réciproques de transformations du plan
Les transformations du plan sont les applications bijectives du plan ; il est donc intéressant d'en connaître les réciproques, du moins pour les transformations de référence.
| Transformation | Transformation réciproque |
| --- | --- |
| Translation de vecteur {\displaystyle {\vec {u}}}                                                                          | Translation de vecteur {\displaystyle -{\vec {u}}}                                                                            |
| Symétrie de centre {\displaystyle \mathrm {O} } ou d'axe {\displaystyle (D)}                                               | Symétrie de centre {\displaystyle \mathrm {O} } ou d'axe {\displaystyle (D)}                                                  |
| Homothétie de centre {\displaystyle \mathrm {C} } et de rapport k                                                          | Homothétie de centre {\displaystyle \mathrm {C} } et de rapport 1/k                                                           |
| Rotation de centre {\displaystyle \mathrm {C} } et d'angle {\displaystyle \theta }                                         | Rotation de centre {\displaystyle \mathrm {C} } et d'angle {\displaystyle -\theta }                                           |
| Similitude directe de centre {\displaystyle \mathrm {C} }, de rapport {\displaystyle k} et d'angle {\displaystyle \theta } | Similitude directe de centre {\displaystyle \mathrm {C} }, de rapport {\displaystyle 1/k} et d'angle {\displaystyle -\theta } |
| Similitude indirecte de centre {\displaystyle \mathrm {C} }, de rapport {\displaystyle k} et d'axe {\displaystyle (D)}     | Similitude indirecte de centre {\displaystyle \mathrm {C} }, de rapport {\displaystyle 1/k} et d'axe {\displaystyle (D)}      |
| Symétrie glissée d'axe {\displaystyle (D)} et de vecteur {\displaystyle {\vec {u}}}                                        | Symétrie glissée d'axe {\displaystyle (D)} et de vecteur {\displaystyle -{\vec {u}}}                                          |
| Affinité d'axe {\displaystyle (D)} de direction {\displaystyle (D')} et de rapport {\displaystyle k}                       | Affinité d'axe {\displaystyle (D)} de direction {\displaystyle (D')} et de rapport {\displaystyle 1/k}                        |

## Réciproques en algèbre
En algèbre, un morphisme bijectif de groupes, d'anneaux, de corps, d'espaces vectoriels admet une application réciproque qui est aussi un morphisme de même type. L'application et sa réciproque sont appelés des isomorphismes.
Dans le cas d'une application {\displaystyle f} linéaire d'un espace vectoriel {\displaystyle E} vers un espace vectoriel {\displaystyle F}, tous deux de dimension finie et munis de bases, {\displaystyle f} est bijective si et seulement si sa matrice {\displaystyle M} dans les bases fixées est une matrice carrée inversible. La matrice dans ces bases de la réciproque de {\displaystyle f} est alors la matrice inverse de {\displaystyle M}, notée {\displaystyle M^{-1}}.

## Quelques concepts apparentés
Soit {\displaystyle f\colon X\mapsto Y} une application.
- Même lorsque {\displaystyle f} n'est pas bijective, il est possible de définir une relation binaire réciproque, de {\displaystyle Y} dans {\displaystyle X}, qui à tout élément de {\displaystyle Y} associe ses antécédents par {\displaystyle f} (donc rien si cet élément n'a pas d'antécédents). On parle alors de réciproque multiforme. L'application {\displaystyle f} est bijective si et seulement si cette relation réciproque est une application, et dans ce cas, cette application est bien l'application réciproque de {\displaystyle f}.
On définit plus généralement la réciproque d'une multifonction quelconque ou, ce qui revient au même, la réciproque d'une relation binaire.
- Pour qu'il existe des inverses à gauche de {\displaystyle f}, c'est-à-dire des applications {\displaystyle g} telles que {\displaystyle g\circ f=\operatorname {Id} _{X}}, il faut et il suffit que {\displaystyle f} soit injective.
Pour qu'il existe des inverses à droite de {\displaystyle f}, c'est-à-dire des applications {\displaystyle g} telles que {\displaystyle f\circ g=\operatorname {Id} _{Y}}, il faut et (en admettant l'axiome du choix) il suffit que {\displaystyle f} soit surjective.

La fonction réciproque d'une fonction {\displaystyle f} ne doit pas être confondue avec la fonction inverse de {\displaystyle f}. Cette confusion est fréquente du fait de la notation commune {\displaystyle f^{-1}}, et parce que le terme anglais reciprocal se traduit souvent par inverse en français, tandis que l'adjectif anglais inverse se traduit parfois par réciproque en français.

## Théorème d'inversion locale
Le théorème d'inversion locale précise les conditions d'existence locale d'une application réciproque pour une fonction {\displaystyle f}. C'est une généralisation d'un théorème simple sur les fonctions de la variable réelle.
Théorème — Si {\displaystyle f} est définie sur un intervalle {\displaystyle I} et si {\displaystyle a} est un élément de {\displaystyle I}, si {\displaystyle f} possède en {\displaystyle a} une dérivée continue non nulle, alors il existe un intervalle {\displaystyle I_{a}} autour de {\displaystyle a}, un intervalle {\displaystyle J_{f(a)}} autour de {\displaystyle f(a)} et une fonction {\displaystyle f^{-1}} définie sur {\displaystyle J_{f(a)}} qui soit l'application réciproque de la restriction de {\displaystyle f} à {\displaystyle I_{a}}.
Cette application réciproque est aussi dérivable en {\displaystyle f(a)}.
Le théorème d'inversion locale généralise cette propriété à des fonctions définies sur des espaces vectoriels réels de dimension finie. La condition « {\displaystyle f'(a)} non nulle » est alors remplacée par « le jacobien de {\displaystyle f} en {\displaystyle a} est non nul ». De plus, si {\displaystyle f} est de classe {\displaystyle {\mathcal {C}}^{k}}, l'application réciproque l'est aussi.